# Либерман, Нэнси
Нэнси Элизабет Либерман (англ. Nancy Elizabeth Lieberman, в замужестве Клайн, англ. Cline; род. 1 июля 1958, Бруклин, Нью-Йорк) — американская баскетболистка, баскетбольный тренер и спортивный комментатор. Либерман, игравшая на позиции защитника, была самой молодой баскетболисткой в истории Олимпийских игр, завоевавшей медаль (серебряный призёр Игр 1976 года в 18 лет). В годы университетской карьеры дважды выигрывала студенческий чемпионат США, трижды избиралась в символическую любительскую сборную Северной Америки, дважды завоёвывала Приз имени Маргарет Уэйд (как игрок года в студенческой лиге) и один раз Кубок Бродерика (как спортсменка года в студенческом спорте США). Чемпионка мира 1979 года. Как профессионал — чемпионка и самый ценный игрок ВАБА в 1984 году, игрок мужских команд Баскетбольной лиги Соединённых Штатов. Член Зала славы баскетбола с 1996 и Зала славы женского баскетбола с 1999 года.

## Биография
Нэнси Либерман родилась и выросла в Бруклине (Нью-Йорк), освоив на площадках в Гарлеме агрессивный, атлетичный стиль игры в баскетбол, не характерный для женщин-баскетболисток её времени. В 1975 году, ещё будучи ученицей средней школы Фар-Рокауэй, она была призвана в женскую сборную США по баскетболу для участия в Панамериканских играх, став самой молодой в истории баскетболисткой в составе американской сборной на этом турнире. Либерман со сборной завоевала звание чемпионки Панамериканских игр, а на следующий год, в 18 лет, стала самой молодой баскетболисткой, завоевавшей медаль на Олимпийских играх, когда команда США стала второй на баскетбольном турнире в Монреале.
По окончании школы Либерман поступила в Университет Олд Доминион, где играла за вузовскую баскетбольную сборную четыре сезона. За эти годы она провела за команду университета 134 игры в чемпионатах Ассоциации женского студенческого спорта (англ. Association for Intercollegiate Athletics for Women, AIAW) и в Национальном женском пригласительном турнире, набрав 2430 очков, 1167 подборов, 983 передачи и более 700 перехватов мяча. В 1978 году она выиграла со сборной университета Национальный женский пригласительный турнир, в 1979 году привела команду к её первому чемпионскому званию в AIAW, а через год повторила этот успех. Три года подряд, в 1978, 1979 и 1980 годах, Либерман включалась в символическую любительскую сборную Северной Америки, дважды завоёвывала Приз имени Маргарет Уэйд (как игрок года в AIAW), а в 1980 году стала обладательницей Кубка Бродерика — награды, ежегодно присуждаемой лучшей студентке-спортсменке США. Во время учёбы в университете она продолжала выступать за сборную США, став чемпионкой мира и серебряным призёром Панамериканских игр в 1979 году. Летом 1980 года, после окончания университета, Либерман должна была в составе сборной США участвовать в Олимпийских играх в Москве, но поездка американской команды на этот турнир не состоялась из-за американского бойкота.
В 1980 году Либерман была выбрана в первом раунде драфта Женской профессиональной баскетбольной лиги (ВПБЛ) (англ. Women’s Professional Basketball League) клубом «Даллас Даймондс». Присоединившись к этой команде в 1981 году, она дошла в свой первый сезон с «Далласом» до финала ВНБЛ, а через три года завершила свои выступления за него в ранге чемпионки ещё одной профессиональной женской лиги — ВАБА (англ. Women's American Basketball Association). По итогам сезона 1984 года Либерман была признана самым ценным игроком ВАБА.
В 1986 году Либерман подписала контракт с клубом «Спрингфилд Фейм», выступающим в Баскетбольной лиге Соединённых Штатов (англ. United States Basketball League) — одной из второстепенных профессиональных баскетбольных лиг США. Она стала первой женщиной, выступающей за мужской профессиональный баскетбольный клуб. Свою игровую карьеру в мужском профессиональном баскетболе Либерман продолжила на следующий год с клубом Баскетбольной лиги Соединённых Штатов «Лонг-Айленд Найтс», а в 1988 году приняла участие в турне «Гарлем Глобтроттерс» в составе их основного спарринг-партнёра «Вашингтон Дженералс». В том же году она вышла замуж за игрока USBL Тима Клайна.
В 1997 году на первом драфте ВНБА 39-летняя Либерман, успевшая поработать тренером и менеджером теннисистки Мартины Навратиловой, была выбрана во втором раунде клубом «Финикс Меркури». Она стала самой возрастной баскетболисткой ВНБА и выиграла с клубом турнир Западной конференции. Через пять месяцев после этого Либерман была назначена главным тренером другой команды ВНБА — «Детройт Шок». Она занимала этот пост три года, в свой первый сезон с «Детройтом» уступив только Вану Ченселлору в голосовании за титул тренера года в ВНБА.
В дальнейшем Либерман на протяжении двух лет занимала пост президента Фонда женского спорта, а позже тренировала клуб «Даллас Фьюри», который привела к чемпионскому титулу в Национальной женской баскетбольной лиге. Она также сотрудничала с каналом ESPN в качестве спортивного аналитика. В 2008 году, в возрасте 50 лет, Либерман подписала недельный контракт с клубом «Детройт Шок», заменив повредившую колено Шерил Форд, и сыграла ещё один матч в ВНБА. За 9 минут и 14 секунд на площадке в матче против «Хьюстон Кометс» она сделала две результативных передачи и допустила две потери мяча.
В 2009 году Либерман заняла пост главного тренера нового клуба Лиги развития НБА «Техас Лэджендс», став первой женщиной на посту главного тренера в мужском профессиональном баскетбольном клубе. В свой первый сезон с «Лэджендс» Либерман дошла с командой до плей-офф Лиги развития и в 2011 году была назначена на пост помощника генерального менеджера клуба. В июле 2015 года Либерман заняла должность помощника главного тренера клуба НБА «Сакраменто Кингз», став второй женщиной в истории НБА на этом посту после Бекки Хэммон. Хотя в начале 2016 года в прессе появлялась информация о её «неофициальном изгнании» из-за разногласий с главным тренером Джорджем Карлом, Либерман и сезон 2016/2017 начала в тренерской бригаде «Сакраменто».
Нэнси Либерман, прозванная «Леди Мэджик» по аналогии с Мэджиком Джонсоном, в 1979 году стала членом Зала славы спортивной лиги публичных школ Нью-Йорка, в 1992 году — Зала спортивной славы Виргинии, а в 1993 и 1996 годах соответственно стала первой женщиной, чьё имя было включено в списки баскетбольного Зала славы Нью-Йорка и Зала славы баскетбола. В 1999 году она также стала членом Зала славы женского баскетбола. Т. Дж. Клайн, её сын от брака с Тимом Клайном (закончившегося разводом в 2001 году), также добился успехов в университетском баскетболе.